# Hydrozinkit
Hydrozinkit är en malmmineral som innehåller grundämnet zink. Mineralet bildas ofta som utfällningar i grottor och gruvor bland annat i stalagktitiska aggregat i zinkrika miljöer. En reaktion sker då hydrozinkit blandas med utspädd HCl. Hydrozinkit kan förekomma i en blandning av zinkhaltiga mineral kallad galmeja.
Hydrozinkit är ett ganska utbrett mineral och förekommer bland annat på väggarna en gammal zinkgruva i Andara i Picos de Europa, Spanien.